# Say It to My Face
Say It to My Face è un singolo della cantante statunitense Madison Beer, pubblicato il 3 novembre 2017 come secondo estratto dal primo EP As She Pleases.

## Video musicale
Il videoclip è stato reso disponibile il 15 novembre 2017.

## Tracce
Testi e musiche di Madison Beer, Dayyon Alexander, Fred Ball e Sarah Paige Aarons.
Download digitale
1. Say It to My Face – 3:09

Download digitale – The Wideboys Remix
1. Say It to My Face (The Wideboys Remix Radio Edit) – 2:45
2. Say It to My Face (The Wideboys Remix Club Edit) – 4:15
3. Say It to My Face (The Wideboys Remix Dub) – 4:00

## Formazione
- Madison Beer – voce
- Fred Ball – produzione
- Gian Stone – ingegneria del suono